# カルメル山の聖母教会 (クイーンズ区)
カルメル山の聖母教会（英: Our Lady of Mount Carmel Church）は、アメリカ合衆国ニューヨーク市クイーンズ区アストリア地区にある、ローマ・カトリックの教会である。